# Sven Klemendz
Sven Klemendz, född 26 december 1917 i Kristianstad, död 23 februari 2006 i Lund, Lunds kommun, var en svensk jurist.

## Biografi
Sven Klemendz blev jur.kand. vid Lunds universitet 1943. Efter tingstjänstgöring 1944–1946 och tjänstgöring vid en advokatbyrå i Värnamo 1946–1947 blev han fiskal i Göta hovrätt 1948 och assessor i Lunds rådhusrätt 1953. Han utsågs till rådman 1962 och var lagman i Lunds tingsrätt 1980–1984. Sven Klemendz avled 23 februari 2006 i Lund, Lunds kommun.
Han var sekreterare i byggnadsnämnden i Lund 1953–1980 samt ordförande i valnämnden i Lund 1964–1979, i övervakningsnämnden i Lund 1975—1985 och i utskrivningsnämnden i Lund 1971–1991. Klemendz är begravd på Norra kyrkogården i Lund.